# Gertrud von Le Fort
Gertrud Auguste Lina Elsbeth Mathilde Petrea von Le Fort, född den 11 oktober 1876 i Minden, Westfalen, död den 1 november 1971 i Oberstdorf, Bayern, var en tysk författare. Hon skrev också under pseudonymerna G. von Stark och Petrea Vallerin. 

## Biografi
Le Forts far friherre Lothar von Le Fort var överste i den preussiska armén och av hugenotthärkomst. Hon är utbildades som en ung flicka i Hildesheim och fortsatte att studera vid universitetet i Heidelberg, Marburg och Berlin. Hon flyttade till Bayern 1918 och bodde i Baierbrunn fram till 1939.
Trots att hon tidigare publicerat några mindre verk, började Le Forts författarkarriär egentligen med färdigställandet av utgivningen av hennes mentor Ernst Troeltschs  arbete Glaubenslehre. Hon konverterade till katolicismen 1926 och det mesta av hennes författarskap kom efter denna omställning och präglades av frågan om kampen mellan tro och samvete.
År 1931 publicerade Le Fort novellen Die Letzte am Schafott. Detta arbete var inspirationen till operan Karmelitsystrarna, skriven av Francis Poulenc, som hade premiär 1957. Operan bygger på ett liknande titulerat libretto av Georges Bernanos.
Le Fort fortsatte med att publicera mer än 20 böcker, som omfattar dikter, romaner och noveller. Hennes verk är uppskattade för sitt djup och skönhet i idéinnehållet och för hennes sofistikerad eleganta stil. Romanen Veronikas svetteduk 1928 är ett av hennes mest kända verk.
Bland hennes många andra verk finns också en bok med titeln Die ewige Frau 1934. I detta arbete angrep hon den modernistiska analysen av det feminina, inte med polemiska argument, utan med en meditation över kvinnlighet.
Sedan 1939 var Le Fort bosatt i staden Oberstdorf i de bayerska Alperna, och det var där som hon avled 1971 i en ålder av 95 år.

## Utmärkelser
Le Fort nominerades av Hermann Hesse för Nobelpriset i litteratur. Hon blev teologie hedersdoktor för sina bidrag till frågan om tro.
År 1952 tilldelades hon Gottfried-Keller-priset.